# São João dos Angolares
São João dos Angolares (dt.: Heiliger Johannes von Angolarien) ist ein kleines Dorf im Südosten der Insel São Tomé und Hauptstadt des Caué-Distrikts in São Tomé und Príncipe. Bei der Volkszählung im Jahre 2013 hatte das Dorf etwa 2500 Einwohner, wobei ein Großteil der Bevölkerung in der Fischerei oder auf Plantagen arbeitet. Die Einwohner sprechen Angolar, eine kreolische Sprache.

## Geografie
Das Dorf befindet sich etwa 20 Kilometer südwestlich der Hauptstadt São Tomé an der östlichen Inselküste nahe mehrerer Flüsse. 

## Geschichte
Der Ort entstand im Zuge der sich ausbreitenden Plantagenwirtschaft nach Entdeckung und Besiedlung der unbewohnten Insel São Tomé durch die Portugiesen ab 1471.
Am 9. Juli 1595 führte Amador Vieira (1550–1596) hier einen Aufstand der Angolares gegen die portugiesischen Kolonialherren an und wurde König des kurzzeitig bestehenden Königreichs der Angolares, mit Sitz in São João dos Angolares. Bis Januar 1596 eroberten die Aufständischen fast die ganze Insel, bis Amador durch Verrat seines Vertrauten Domingos von den portugiesischen Truppen festgenommen und der Aufstand niedergeschlagen wurde. Amador wurde am 4. Januar 1596 aufgehängt. Dieser und weitere kleinere Sklavenaufstände standen im Zusammenhang mit der Krise der bisherigen Zuckerrohr-Plantagenwirtschaft und zeigten zudem die lange angehaltene Schwierigkeit der Kolonialherren, die vollständige Kontrolle über die Insel gegen die aufbegehrenden Sklaven durchzusetzen. Der Aufstand verstärkte die Zerrüttung der Inselwirtschaft zu dieser Zeit, da die Portugiesen lange nur die Küstengebiete wirklich vollständig sichern und kontrollieren konnten und im Landesinneren entflohene Sklaven oftmals frei lebten.
Diese hiesige Episode eines unabhängigen Herrschaftsgebietes von Sklaven, die sich selbst befreiten, wurde später Teil des Unabhängigkeitsgedankens der Unabhängigkeitsbewegung und des ab 1975 unabhängigen Staates.

## Sport
São João dos Angolares hat einen eigenen Fußballclub, die UDRA (União Desportiva Rei Amador), der in der höchsten Spielklasse des Landes, der Campeonato Santomense de Futebol, spielt.

## Persönlichkeiten
Die einflussreiche portugiesische Grundbesitzerin Ana Chaves starb im Jahr 1600 hier.